# Statul Idel-Ural

Steagul Statului Idel-Ural din 1918

Statul Idel-Ural (în limba tătară: İdel-Ural Ștatı/Идел-Урал Штаты, Statul Idel/Volga -Ural) a fost o republică musulmană efemeră cu capitala la Kazan, care i-a unit pe tătari, bașchiri și ciuvași în perioada războiului civil rus. Considerată de istorici ca o tentativă de recreare a Hanatului Kazanului, republica a fost proclamată pe 12 decembrie 1917 de către Congresul Musulmanilor din Rusia și Siberia. 
La început, a cuprins numai teritoriile locuite de tătarii și bașkirii din fostele gubernii Kazan și Ufa, dar după câteva luni i s-au alăturat teritoriile locuite de populații nemusulmane sau neturcice, precum: komii și udmurții, vorbitori de limbi fino-ugrice având ca religii creștinismul-ortodox sau șamanismul. 
După ce a fost desființată prin intervenția Armatei Roșii în aprilie 1918, republica a fost reînființată de către Legiunile cehoslovace în luna iulie, pentru a fi definitiv dizolvată la sfârșitul aceluiași an. 
Președintele Statului Idel-Ural, Sadrí Maqsudí Arsal, reușind să fugă în Finlanda în 1918, a fost bine primit de ministrul de externe finlandez, care și-a amintit de lupta plină de curaj a finlandezilor în Duma Rusă pentru autodeterminarea națională și pentru drepturi constituționale. Președintele în exil s-a mai întâlnit cu oficiali din Estonia, după care a vizitat Suedia, Germania și Franța în 1919, în căutarea sprijinului occidental. 
În prezent, amintirea statului efemer Idel-Ural este utilizat de naționaliștii tătari ca bază ideologică, pentru crearea unui stat independent al popoarelor turcice din Federația Rusă. 